# Sorio
 Sorio  là một xã ở tỉnh Haute-Corse trên đảo Corse, Pháp. Xã này có diện tích 15,56 km², dân số năm 1999 là 148 người. Khu vực này có độ cao trung bình 400 mét trên mực nước biển.